# فرشيطة
فرشيطة منطقة تقع غرب الزاوية القديمة بمدينة البيضاء في ليبيا. وتشتهر هذه المنطقة بالزراعة، اكتشف بالمنطقة نقش شاهد قبر حجري من الحجر الجيري مكتوب عليه باللغة اليونانية بتاريخ 1990\5\8، وفرشيطة تعني الشوكه باللغة الأمازيغية و(Fourchette) باللغة الفرنسية نعنى الشوكة كذلك .